# Walter Winkler
Walter Winkler (Piekary Śląskie, 1943. február 2. – Bytom, 2014. június 4.) német származású lengyel labdarúgóhátvéd, edző.

## Pályafutása

### Klubcsapatokban
Winkler 15 évesen csatlakozott a Polonia Bytom ifjúsági csapatához, tehetsége és kiemelkedő képességei miatt 17 évesen már az első csapat tagja volt. Védekező középpályásként és néha a középső védőként szerepeltették.  1960 és 1974 között a Polonia Bytom első csapatában játszott. 1961. augusztus 5-én debütált a Wisła Kraków elleni 5-2-es idegenbeli győzelem során. 1962-ben lengyel bajnok lett. Az 1970-es évek közepén Franciaországba ment, ahol az RC Lens csapatában játszott.

### A válogatottban
A lengyel válogatottban 1966. június 8-án debütált a Brazília elleni mérkőzésen. Utoljára 1971-ben lépett pályára. Összesen 23 hivatalos mérkőzést játszott a fehér-piros színekben.

## Edzőként
Játékos pályafutása befejezése után a Polonia Bytom ifjúsági csapatait, később a Silesia Miechowice és az Olimpia Piekary Śląskie edzőjeként tevékenykedett. 1994 és 1995 között a másodosztályú Polonia Bytom csapatának edzője volt.

## Sikerei, díjai
Polonia Bytom
- Lengyel bajnok (1): 1962
- A lengyel bajnokság második helyezettje (1): 1961
- Lengyel kupa döntőse (1): 1964
- Intertotó-kupa (1): 1964–65